# سن فالنتین
سن فالنتین (به آلمانی: St. Valentin) یک شهر در اتریش است که در بخش امستیتن واقع شده‌است. سن فالنتین ۹٬۱۳۰ نفر جمعیت دارد.